# Tích Euler
Trong lý thuyết số, tích Euler là dạng khai triển chuỗi Dirichlet thành tích vô hạn được đánh chỉ số bởi các số nguyên tố. Tích gốc xuất hiện trong bài chứng minh công thức cho tổng các số nguyên dương được mũ lên một giá trị nào đó của Leonhard Euler. Chuỗi này cùng với thác triển của nó trong mặt phẳng phức sau được biết đến là hàm zeta Riemann.

## Định nghĩa
Trong tổng quát, nếu a là hàm nhân tính bị chặn, thì chuỗi Dirichlet
{\displaystyle \sum _{n}{\frac {a(n)}{n^{s}}}\,}
bằng với
{\displaystyle \prod _{p}P(p,s)\quad {\text{for }}\operatorname {Re} (s)>1.}
trong đó giá trị tích được lấy trên các số nguyên tố p, và P(p, s) là tổng
{\displaystyle \sum _{k=0}^{\infty }{\frac {a(p^{k})}{p^{ks}}}=1+{\frac {a(p)}{p^{s}}}+{\frac {a(p^{2})}{p^{2s}}}+{\frac {a(p^{3})}{p^{3s}}}+\cdots }
Thậm chí, nếu ta coi các hàm này là hàm sinh hình thức, thì sự tồn tại của tích Euler có hình thức là điều kiện cần và đủ sao cho a(n) nhân tính: tức là a(n) là tích của các a(pk) mỗi khi n phân tích thành tích của các lũy thừa nguyên tố pk với các số nguyên tố p phân biệt.
Một trường hợp đặc biệt quan trọng là khi a(n) nhân tính toàn phần, khi đó P(p, s) là chuỗi hình học và do vậy
{\displaystyle P(p,s)={\frac {1}{1-{\frac {a(p)}{p^{s}}}}},}
và là trường hợp đặc biệt của hàm zeta Riemann khi a(n) = 1, và tổng quát hơn cho các ký tự Dirichlet.

## Hội tụ
Thực tế, tất cả trường hợp quan trọng đều là khi khai triển chuỗi vô hạn và tích vô hạn đều hội tụ tuyệt đối trong một số miền
{\displaystyle \operatorname {Re} (s)>C,}
tức là, miền đó là một trong trong một số bán mặt phẳng phải nằm trong mặt số phức. Tính chất này cho thêm một số thông tin bởi, để tích vô hạn có thể hội tụ thì phải có giá trị của nó phải khác không, do đó hàm cho bởi chuỗi vô hạn sẽ khác không tại bán mặt phẳng đó.
Trong lý thuyết của các dạng modula, thường thì sẽ có tích Euler có các đa thức bậc hai ở mẫu số. Tổng quát hơn, chương trình Langlands bao gồm giải thích đầy đủ cho mối liên hệ giữa các đa thức bậc m với lý thuyết biểu diễn cho GLm.

## Các ví dụ
Các ví dụ sau sử dụng ký hiệu {\displaystyle \mathbb {P} } cho tập các số nguyên tố, nghĩa là:
{\displaystyle \mathbb {P} =\{p\in \mathbb {N} \,|\,p{\text{ là số nguyên tố}}\}.}
Tích Euler gắn liền với hàm zeta Riemann ζ(s), và cũng sử dụng tổng của chuỗi hình học, tức là
{\displaystyle {\begin{aligned}\prod _{p\,\in \,\mathbb {P} }\left({\frac {1}{1-{\frac {1}{p^{s}}}}}\right)&=\prod _{p\ \in \ \mathbb {P} }\left(\sum _{k=0}^{\infty }{\frac {1}{p^{ks}}}\right)\\&=\sum _{n=1}^{\infty }{\frac {1}{n^{s}}}=\zeta (s).\end{aligned}}}
trong khi đối với hàm Liouville λ(n) = (−1)ω(n), khai triển của nó là
{\displaystyle \prod _{p\,\in \,\mathbb {P} }\left({\frac {1}{1+{\frac {1}{p^{s}}}}}\right)=\sum _{n=1}^{\infty }{\frac {\lambda (n)}{n^{s}}}={\frac {\zeta (2s)}{\zeta (s)}}.}
Sử dụng phần nghịch đảo, hai tích Euler cho hàm Möbius μ(n) là
{\displaystyle \prod _{p\,\in \,\mathbb {P} }\left(1-{\frac {1}{p^{s}}}\right)=\sum _{n=1}^{\infty }{\frac {\mu (n)}{n^{s}}}={\frac {1}{\zeta (s)}}}
và
{\displaystyle \prod _{p\,\in \,\mathbb {P} }\left(1+{\frac {1}{p^{s}}}\right)=\sum _{n=1}^{\infty }{\frac {|\mu (n)|}{n^{s}}}={\frac {\zeta (s)}{\zeta (2s)}}.}
Chia cái dưới cho cái trên ta được
{\displaystyle \prod _{p\,\in \,\mathbb {P} }\left({\frac {1+{\frac {1}{p^{s}}}}{1-{\frac {1}{p^{s}}}}}\right)=\prod _{p\,\in \,\mathbb {P} }\left({\frac {p^{s}+1}{p^{s}-1}}\right)={\frac {\zeta (s)^{2}}{\zeta (2s)}}.}
Bởi khi lấy các giá trị chẵn của s, hàm zeta Riemann ζ(s) có giá trị là biểu thức giải tích dưới dạng bội hữu tỉ của πs, thì đối với các số mũ chẵn, giá trị của tích vô hạn là một số hữu tỉ. Ví dụ chẳng hạn, bởi ζ(2) = π2/6, ζ(4) = π4/90, và ζ(8) = π8/9450, nên
{\displaystyle {\begin{aligned}\prod _{p\,\in \,\mathbb {P} }\left({\frac {p^{2}+1}{p^{2}-1}}\right)&={\frac {5}{3}}\cdot {\frac {10}{8}}\cdot {\frac {26}{24}}\cdot {\frac {50}{48}}\cdot {\frac {122}{120}}\cdots &={\frac {\zeta (2)^{2}}{\zeta (4)}}&={\frac {5}{2}},\\[6pt]\prod _{p\,\in \,\mathbb {P} }\left({\frac {p^{4}+1}{p^{4}-1}}\right)&={\frac {17}{15}}\cdot {\frac {82}{80}}\cdot {\frac {626}{624}}\cdot {\frac {2402}{2400}}\cdots &={\frac {\zeta (4)^{2}}{\zeta (8)}}&={\frac {7}{6}},\end{aligned}}}
và tiếp tục như vậy, kết quả đầu tiên được tính và biết bởi Ramanujan. Họ các tích vô hạn này đồng thời tương đương với
{\displaystyle \prod _{p\,\in \,\mathbb {P} }\left(1+{\frac {2}{p^{s}}}+{\frac {2}{p^{2s}}}+\cdots \right)=\sum _{n=1}^{\infty }{\frac {2^{\omega (n)}}{n^{s}}}={\frac {\zeta (s)^{2}}{\zeta (2s)}},}
trong đó ω(n) đến các ước số nguyên tố phân biệt của n, và 2ω(n) là số các ước thiếu chính phương.
Nếu χ(n) là ký tự Dirichlet của giá trị dẫn N sao cho χ nhân tính toàn phần và χ(n) chỉ phụ thuộc trên n mod N, và χ(n) = 0 nếu n không nguyên tố cùng nhau với N, thì
{\displaystyle \prod _{p\,\in \,\mathbb {P} }{\frac {1}{1-{\frac {\chi (p)}{p^{s}}}}}=\sum _{n=1}^{\infty }{\frac {\chi (n)}{n^{s}}}.}
Ở đây để tiện, ta bỏ khỏi tích các ước nguyên tố p của N. Trong sách của ông, Ramanujan tổng quát hóa tích Euler cho hàm zeta thành
{\displaystyle \prod _{p\,\in \,\mathbb {P} }\left(x-{\frac {1}{p^{s}}}\right)\approx {\frac {1}{\operatorname {Li} _{s}(x)}}}
với s > 1, Lis(x) trong công thức là hàm polylôgarit. Khi x = 1 , tích trên bằng với  1/ζ(s).

## Hằng số toán học
Một số hằng số có dạng khai triển tích Euler.
Công thức Leibniz cho π
{\displaystyle {\frac {\pi }{4}}=\sum _{n=0}^{\infty }{\frac {(-1)^{n}}{2n+1}}=1-{\frac {1}{3}}+{\frac {1}{5}}-{\frac {1}{7}}+\cdots }
có thể coi là một chuỗi Dirichlet sử dụng ký tự Dirichlet (duy nhất) modulo 4, được đổi thành tích Euler của các phân số siêu riêng biệt (là các phân số trong đó tử số và mẫu số chỉ cách nhau 1 đơn vị):
{\displaystyle {\frac {\pi }{4}}=\left(\prod _{p\equiv 1{\pmod {4}}}{\frac {p}{p-1}}\right)\left(\prod _{p\equiv 3{\pmod {4}}}{\frac {p}{p+1}}\right)={\frac {3}{4}}\cdot {\frac {5}{4}}\cdot {\frac {7}{8}}\cdot {\frac {11}{12}}\cdot {\frac {13}{12}}\cdots ,}
trong đó mỗi tử số là ước số nguyên tố và mỗi mẫu số là số gần nhất với bội của 4.
Các khai triển tích Euler cho một hằng số khác:
- Hằng số Hardy–Littlewood cho số nguyên tố sinh đôi:

{\displaystyle \prod _{p>2}\left(1-{\frac {1}{\left(p-1\right)^{2}}}\right)=0.660161...}
- Hằng số Landau–Ramanujan:

{\displaystyle {\begin{aligned}{\frac {\pi }{4}}\prod _{p\equiv 1{\pmod {4}}}\left(1-{\frac {1}{p^{2}}}\right)^{\frac {1}{2}}&=0.764223...\\[6pt]{\frac {1}{\sqrt {2}}}\prod _{p\equiv 3{\pmod {4}}}\left(1-{\frac {1}{p^{2}}}\right)^{-{\frac {1}{2}}}&=0.764223...\end{aligned}}}
- Hằng số Murata (dãy số A065485 trong bảng OEIS):

{\displaystyle \prod _{p}\left(1+{\frac {1}{\left(p-1\right)^{2}}}\right)=2.826419...}
- Hằng số Artin  A005596:

{\displaystyle \prod _{p}\left(1-{\frac {1}{p(p-1)}}\right)=0.373955...}
- Hằng số totient của Landau  A082695:

{\displaystyle \prod _{p}\left(1+{\frac {1}{p(p-1)}}\right)={\frac {315}{2\pi ^{4}}}\zeta (3)=1.943596...}
- Hằng số Feller–Tornier  A065493:

{\displaystyle {\frac {1}{2}}+{\frac {1}{2}}\prod _{p}\left(1-{\frac {2}{p^{2}}}\right)=0.661317...}
- Hằng số lớp toàn phương  A065465:

{\displaystyle \prod _{p}\left(1-{\frac {1}{p^{2}(p+1)}}\right)=0.881513...}
- Hằng số tổng totient  A065483:

{\displaystyle \prod _{p}\left(1+{\frac {1}{p^{2}(p-1)}}\right)=1.339784...}
- Hằng số Sarnak  A065476:

{\displaystyle \prod _{p>2}\left(1-{\frac {p+2}{p^{3}}}\right)=0.723648...}
- Hằng số vô tâm  A065464:

{\displaystyle \prod _{p}\left(1-{\frac {2p-1}{p^{3}}}\right)=0.428249...}
- Hằng số vô tâm ×ζ(2)  A065463:

{\displaystyle \prod _{p}\left(1-{\frac {1}{p(p+1)}}\right)=0.704442...}
và nghịch đảo của nó  A065489:
{\displaystyle \prod _{p}\left(1+{\frac {1}{p^{2}+p-1}}\right)=1.419562...}
- Hằng số vô tâm mạnh  A065473:

{\displaystyle \prod _{p}\left(1-{\frac {3p-2}{p^{3}}}\right)=0.286747...}
- Hằng số vô tâm mạnh ×ζ(2)2  A065472:

{\displaystyle \prod _{p}\left(1-{\frac {1}{\left(p+1\right)^{2}}}\right)=0.775883...}
- Hằng số Stephens  A065478:

{\displaystyle \prod _{p}\left(1-{\frac {p}{p^{3}-1}}\right)=0.575959...}
- Hằng số Barban  A175640:

{\displaystyle \prod _{p}\left(1+{\frac {3p^{2}-1}{p(p+1)\left(p^{2}-1\right)}}\right)=2.596536...}
- Hằng số Taniguchi  A175639:

{\displaystyle \prod _{p}\left(1-{\frac {3}{p^{3}}}+{\frac {2}{p^{4}}}+{\frac {1}{p^{5}}}-{\frac {1}{p^{6}}}\right)=0.678234...}
- Hằng số của Heath-Brown và Moroz  A118228:

{\displaystyle \prod _{p}\left(1-{\frac {1}{p}}\right)^{7}\left(1+{\frac {7p+1}{p^{2}}}\right)=0.0013176...}